# Consorophylax montivagus
Consorophylax montivagus är en nattsländeart som först beskrevs av Mclachlan 1867.  Consorophylax montivagus ingår i släktet Consorophylax och familjen husmasknattsländor. Inga underarter finns listade i Catalogue of Life.